# VM i fodbold 1990
VM i fodbold 1990 blev afviklet i Italien, der dermed var vært for anden gang.
VM-titlen gik til Vesttyskland, der slog Argentina 1-0 i finalen. Dermed havde Vesttyskland også vundet VM-titlen tre gange på samme måde som Italien og Brasilien.

## Hold
Følgende 24 hold, opdelt efter konføderation, kvalificerede sig til slutrunden. Den forsvarende verdensmester, Argentina, og værtslandet, Italien, var automatisk kvalificerede til slutrunden og deltog derfor ikke i kvalifikationen.
| Europa (UEFA) - Belgien - England - Holland - Irland (første VM-slutrunde) - Italien (værtsland) - Jugoslavien - Rumænien - Skotland - Sovjetunionen - Spanien - Sverige - Tjekkoslovakiet - Vesttyskland - Østrig | Sydamerika (CONMEBOL) - Argentina (forsvarende mester) - Brasilien - Colombia - Uruguay Afrika (CAF) - Cameroun - Egypten Asien (AFC) - Forenede Arabiske Emirater (første VM-slutrunde) - Sydkorea Nord- og Mellemamerika samt Caribien (CONCACAF) - Costa Rica (første VM-slutrunde) - USA Oceanien (OFC) - Intet hold. |

Se også kvalifikation til VM i fodbold 1990.

## Dommere
41 dommere fra 34 lande dømte i turneringen. Dommere i kursiv blev kun brugt som assistenter under turneringen. Dommerne havde kun traditionelle sorte dommerdragter på for sidste gang under en VM-slutrunde i 1990 (en rød trøje blev dog brugt i to kampe i gruppe C, hvor Skotland havde deres navyblå trøjer på).
| Afrika - Mohamed Hansal - Neji Jouini - Jean-Fidele Diramba Asien - Jamal Al Sharif - Jassim Mandi - Shizuo Takada Europa - Luigi Agnolin - Emilio Soriano Aladrén - George Courtney - Pietro D'Elia - Erik Fredriksson - Siegfried Kirschen - Helmut Kohl - Tullio Lanese - Michał Listkiewicz - Rosario Lo Bello - Carlo Longhi - Pierluigi Magni - Peter Mikkelsen - Pierluigi Pairetto - Zoran Petrović | - Joël Quiniou - Kurt Röthlisberger - Aron Schmidhuber - Carlos Silva Valente - George Smith - Alan Snoddy - Alexey Spirin - Marcel van Langenhove - Michel Vautrot Nord- og centralamerika - Edgardo Codesal - Vincent Mauro - Berny Ulloa Morera Oceanien - Richard Lorenc Sydamerika - Juan Daniel Cardellino - Armando Pérez Hoyos - Elías Jácome - Juan Carlos Loustau - Carlos Maciel - Hernán Silva - José Roberto Wright |

## Resultater

### Kvalifikation
Se kvalifikation til VM i fodbold 1990.

### Indledende runde
De 24 hold blev inddelt i 6 grupper á 4 hold, der spillede alle mod alle. De to bedste hold fra hver gruppe samt de fire bedste treere gik videre til ottendedelsfinalerne.
| Dato  | Kamp                      | Res. | By      | Tilsk. |
| ----- | ------------------------- | ---- | ------- | ------ |
| 9.6.  | Italien - Østrig          | 1-0  | Rom     | 73.303 |
| 10.6. | USA - Tjekkoslovakiet     | 1-5  | Firenze | 33.266 |
| 14.6. | Italien - USA             | 1-0  | Rom     | 73.423 |
| 15.6. | Østrig - Tjekkoslovakiet  | 0-1  | Firenze | 38.962 |
| 19.6. | Østrig - USA              | 2-1  | Firenze | 34.857 |
| 19.6. | Italien - Tjekkoslovakiet | 2-0  | Rom     | 73.303 |

| Gruppe A        | Kampe | Mål | Point |
| --------------- | ----- | --- | ----- |
| Italien         | 3     | 4-0 | 6     |
| Tjekkoslovakiet | 3     | 6-3 | 4     |
| Østrig          | 3     | 2-3 | 2     |
| USA             | 3     | 2-8 | 0     |

| Dato  | Kamp                      | Res. | By     | Tilsk  |
| ----- | ------------------------- | ---- | ------ | ------ |
| 8.6.  | Argentina - Cameroun      | 0-1  | Milano | 73.780 |
| 9.6.  | Sovjetunionen - Rumænien  | 0-2  | Bari   | 42.907 |
| 13.6. | Argentina - Sovjetunionen | 2-0  | Napoli | 55.759 |
| 14.6. | Cameroun - Rumænien       | 2-1  | Milano | 38.687 |
| 18.6. | Cameroun - Sovjetunionen  | 0-4  | Bari   | 37.307 |
| 18.6. | Argentina - Rumænien      | 1-1  | Napoli | 52.733 |

| Gruppe B      | Kampe | Mål | Point |
| ------------- | ----- | --- | ----- |
| Cameroun      | 3     | 3-5 | 4     |
| Rumænien      | 3     | 4-3 | 3     |
| Argentina     | 3     | 3-2 | 3     |
| Sovjetunionen | 3     | 4-4 | 2     |

| Dato  | Kamp                   | Res. | By     | Tilsk. |
| ----- | ---------------------- | ---- | ------ | ------ |
| 10.6. | Brasilien - Sverige    | 2-1  | Napoli | 62.628 |
| 11.6. | Costa Rica - Skotland  | 1-0  | Genova | 30.867 |
| 16.6. | Brasilien - Costa Rica | 1-0  | Torino | 58.007 |
| 16.6. | Skotland - Sverige     | 2-1  | Genova | 31.823 |
| 20.6. | Brasilien - Skotland   | 1-0  | Torino | 62.502 |
| 20.6. | Sverige - Costa Rica   | 1-2  | Genova | 30.223 |

| Gruppe C   | Kampe | Mål | Point |
| ---------- | ----- | --- | ----- |
| Brasilien  | 3     | 4-1 | 6     |
| Costa Rica | 3     | 3-2 | 4     |
| Skotland   | 3     | 2-3 | 2     |
| Sverige    | 3     | 3-6 | 0     |

| Dato  | Kamp                       | Res. | By      | Tilsk. |
| ----- | -------------------------- | ---- | ------- | ------ |
| 9.6.  | FAE - Colombia             | 0-2  | Bologna | 30.791 |
| 10.6. | Vesttyskland - Jugoslavien | 4-1  | Milano  | 74.765 |
| 14.6. | Jugoslavien - Colombia     | 1-0  | Bologna | 32.257 |
| 15.6. | Vesttyskland - FAE         | 5-1  | Milano  | 71.169 |
| 19.6. | Vesttyskland - Colombia    | 1-1  | Milano  | 72.510 |
| 19.6. | Jugoslavien - FAE          | 4-1  | Bologna | 27.833 |

| Gruppe D                   | Kampe | Mål  | Point |
| -------------------------- | ----- | ---- | ----- |
| Vesttyskland               | 3     | 10-3 | 5     |
| Jugoslavien                | 3     | 6-5  | 4     |
| Colombia                   | 3     | 3-2  | 3     |
| Forenede Arabiske Emirater | 3     | 2-11 | 0     |

| Dato  | Kamp               | Res. | By     | Tilsk. |
| ----- | ------------------ | ---- | ------ | ------ |
| 12.6. | Belgien - Sydkorea | 2-0  | Verona | 32.790 |
| 13.6. | Uruguay - Spanien  | 0-0  | Udine  | 35.713 |
| 17.6. | Spanien - Sydkorea | 3-1  | Udine  | 32.733 |
| 17.6. | Belgien - Uruguay  | 3-1  | Verona | 33.759 |
| 21.6. | Sydkorea - Uruguay | 0-1  | Udine  | 29.039 |
| 21.6. | Belgien - Spanien  | 1-2  | Verona | 35.950 |

| Gruppe E | Kampe | Mål | Point |
| -------- | ----- | --- | ----- |
| Spanien  | 3     | 5-2 | 5     |
| Belgien  | 3     | 6-3 | 4     |
| Uruguay  | 3     | 2-3 | 3     |
| Sydkorea | 3     | 1-6 | 0     |

| Dato  | Kamp              | Res. | By       | Tilsk. |
| ----- | ----------------- | ---- | -------- | ------ |
| 11.6. | England - Irland  | 1-1  | Cagliari | 35.238 |
| 12.6. | Holland - Egypten | 1-1  | Palermo  | 33.421 |
| 16.6. | England - Holland | 0-0  | Cagliari | 35.267 |
| 17.6. | Irland - Egypten  | 0-0  | Palermo  | 33.288 |
| 21.6. | England - Egypten | 1-0  | Cagliari | 34.959 |
| 21.6. | Holland - Irland  | 1-1  | Palermo  | 33.288 |

| Gruppe F                                        | Kampe | Mål | Point |
| ----------------------------------------------- | ----- | --- | ----- |
| England                                         | 3     | 2-1 | 4     |
| Irland*                                         | 3     | 2-2 | 3     |
| Holland                                         | 3     | 2-2 | 3     |
| Egypten                                         | 3     | 1-2 | 2     |
| *Irland blev tildelt 2.-pladsen ved lodtrækning |       |     |       |

## Slutspil
| Dato                                       | Kamp                                                      | Kamp            | Res.     | Sted    | Tilsk. |
| ------------------------------------------ | --------------------------------------------------------- | --------------- | -------- | ------- | ------ |
| Ottendedelsfinaler                         |                                                           |                 |          |         |        |
| 23.6.                                      | Cameroun                                                  | Colombia        | 2-1 efs. | Napoli  | 50.026 |
| 23.6.                                      | Tjekkoslovakiet                                           | Costa Rica      | 4-1      | Bari    | 47.673 |
| 24.6.                                      | Argentina                                                 | Brasilien       | 1-0      | Torino  | 61.381 |
| 24.6.                                      | Vesttyskland                                              | Holland         | 2-1      | Milano  | 74.559 |
| 25.6.                                      | Irland                                                    | Rumænien        | 0-0 efs. | Genova  | 31.818 |
|                                            | Irland videre efter 5-4 i straffesparkskonkurrence.       |                 |          |         |        |
| 25.6.                                      | Italien                                                   | Uruguay         | 2-0      | Rom     | 73.303 |
| 26.6.                                      | Spanien                                                   | Jugoslavien     | 1-2 efs. | Verona  | 35.500 |
| 26.6.                                      | England                                                   | Belgien         | 1-0 efs. | Bologna | 34.520 |
| Kvartfinaler                               |                                                           |                 |          |         |        |
| 30.6.                                      | Argentina                                                 | Jugoslavien     | 0-0 efs. | Firenze | 38.971 |
|                                            | Argentina videre efter 3-2 i straffesparkskonkurrence.    |                 |          |         |        |
| 30.6.                                      | Italien                                                   | Irland          | 1-0      | Rom     | 73.303 |
| 1.7.                                       | Vesttyskland                                              | Tjekkoslovakiet | 1-0      | Milano  | 73.347 |
| 1.7.                                       | England                                                   | Cameroun        | 3-2 efs. | Napoli  | 55.205 |
| Semifinaler                                |                                                           |                 |          |         |        |
| 3.7.                                       | Argentina                                                 | Italien         | 1-1 efs. | Napoli  | 59.978 |
|                                            | Argentina videre efter 4-3 i straffesparkskonkurrence.    |                 |          |         |        |
| 4.7.                                       | Vesttyskland                                              | England         | 1-1 efs. | Torino  | 62.628 |
|                                            | Vesttyskland videre efter 4-3 i straffesparkskonkurrence. |                 |          |         |        |
| Bronzekamp dømt af Joël Quiniou (Frankrig) |                                                           |                 |          |         |        |
| 7.7.                                       | Italien                                                   | England         | 2-1      | Bari    | 51.426 |
| Finale dømt af Edgardo Codesal (Mexico)    |                                                           |                 |          |         |        |
| 8.7.                                       | Argentina                                                 | Vesttyskland    | 0-1      | Rom     | 73.603 |
- efs.: efter forlænget spilletid.

## Målscorer
| 6 mål - Salvatore Schillaci 5 mål - Tomáš Skuhravý 4 mål - Roger Milla - Gary Lineker - Lothar Matthäus - Míchel 3 mål - David Platt - Andreas Brehme - Jürgen Klinsmann - Rudi Völler 2 mål - Claudio Caniggia - Careca - Müller - Bernardo Redín - Michal Bílek - Roberto Baggio - Gavril Balint - Marius Lăcătuş - Davor Jozić - Darko Pančev - Dragan Stojković | 1 goal - Andreas Ogris - Gerhard Rodax - Jorge Burruchaga - Pedro Monzón - Pedro Troglio - Jan Ceulemans - Lei Clijsters - Michel De Wolf - Marc Degryse - Enzo Scifo - Patrick Vervoort - Eugène Ekéké - Emmanuel Kundé - François Omam-Biyik - Freddy Rincón - Carlos Valderrama - Juan Cayasso - Róger Flores - Rónald González - Hernán Medford - Ivan Hašek - Luboš Kubík - Milan Luhový - Magdi Abdelghani - Mark Wright - Uwe Bein - Pierre Littbarski | - Giuseppe Giannini - Aldo Serena - Ruud Gullit - Wim Kieft - Ronald Koeman - Niall Quinn - Kevin Sheedy - Mo Johnston - Stuart McCall - Hwangbo Kwan - Igor Dobrovolski - Oleh Protasov - Oleksandr Zavarov - Andrei Zygmantovich - Alberto Górriz - Julio Salinas - Tomas Brolin - Johnny Ekström - Glenn Strömberg - Khalid Ismaïl - Ali Thani - Paul Caligiuri - Bruce Murray - Pablo Bengoechea - Daniel Fonseca - Robert Prosinečki - Safet Sušić |

Spillere som fik rødt kort under turneringen
- Gustavo Dezotti
- Ricardo Giusti
- Pedro Monzón
- Peter Artner
- Eric Gerets
- Ricardo Gomes
- André Kana-Biyik
- Benjamin Massing
- Ľubomír Moravčík
- Rudi Völler
- Yoon Deuk-Yeo
- Frank Rijkaard
- Volodymyr Bezsonov
- Khalil Ghanim
- Eric Wynalda
- Refik Šabanadžović

## Stadioner
Kampene blev spillet på de 12 nedenfor nævnte stadioner.
| By       | Stadion                       | Kapacitet |
| -------- | ----------------------------- | --------- |
| Milano   | Stadio Giuseppe Meazza        | 85.700    |
| Rom      | Stadio Olimpico               | 81.000    |
| Napoli   | Stadio San Paolo              | 74.000    |
| Torino   | Stadio delle Alpi             | 68.000    |
| Bari     | Stadio San Nicola             | 56.000    |
| Verona   | Stadio Marc'Antonio Bentegodi | 42.000    |
| Firenze  | Stadio Comunale               | 41.000    |
| Cagliari | Stadio Sant'Elia              | 40.000    |
| Bologna  | Stadio Renato Dall'Ara        | 39.000    |
| Udine    | Stadio Friuli                 | 38.000    |
| Palermo  | Stadio La Favorita            | 36.000    |
| Genova   | Stadio Luigi Ferraris         | 35.000    |
|  | Denne artikel kan blive bedre, hvis der indsættes geografiske koordinater Denne artikel omhandler et emne, som har en geografisk lokation. Du kan hjælpe ved at indsætte koordinater i wikidata. |